# 顔妮
顔 妮（がん に、ラテン翻記:Yan Ni、女性、1987年3月2日 - ）は、中華人民共和国のバレーボール選手。ナショナルチーム代表でリオデジャネイロオリンピック金メダリスト。

## 来歴
遼寧省バレーボールチームに加入すると、インドアだけでなくビーチバレーでも活動した。長年遼寧省チームを牽引した劉亜男らが引退すると、チームは顔ら若手が中心となった。
2009年に中国代表に初招集された。2014年にはB代表で出場したアジアカップ・バレーボール選手権において優勝の原動力となり、MVP及びベストブロッカーに輝いた。同年のアジア競技大会でも銀メダルを獲得している。
2015年には徐雲麗の負傷、戦線離脱などもあり、28歳の遅咲きルーキーとして三大大会初出場となるワールドカップで優勝に貢献した。翌2016年のリオデジャネイロオリンピックに出場し、金メダルの栄誉に浴した。
2018年の世界選手権では銅メダルを獲得し、自身もベストミドルブロッカー賞を受賞した。
2021年に現役引退。

## 所属チーム
- 遼寧省（2005–2021年）

## 球歴
- 三大大会
  - オリンピック - 2016年（金メダル）
  - ワールドカップ - 2015年（金メダル）
  - 世界選手権 - 2018年（3位）
- その他大会
  - グラチャン - 2017年（金メダル）
  - ワールドグランプリ - 2015年（4位）
  - アジア大会 - 2015年（銀メダル）
  - アジアカップ・バレーボール選手権 - 2014年（金メダル）

## 受賞歴
- 2014年アジアカップ・バレーボール選手権 - MVP、ベストブロッカー
- 2018年世界選手権 - ベストミドルブロッカー賞